# Serie B 2006-2007 (rugby a 15)
La serie B di rugby a 15 2006-07 si è disputata dal 1º ottobre al 27 maggio e ha visto la partecipazione di 48 squadre divise in quattro gironi.

## Squadre partecipanti

### Girone A
- Amatori Milano[1]
- Asti
- Bassa Bresciana
- Calvisano (cadetta)
- Grande Milano
- Lumezzane
- Mantova
- Rugby Milano
- Parabiago
- Sondrio
- Valpolicella
- Varese

### Girone B
- CUS Genova
- CUS Perugia
- Lazio
- Livorno
- Noceto
- Pieve
- Rieti
- Romagna
- Tirreno
- Vasari Arezzo
- Villadose
- Viterbo

### Girone C
- Bassano
- Benetton (cadetta)
- Conegliano[2]
- CUS Padova
- Feltre
- Mirano
- Monselice
- Paese
- Petrarca (cadetta)
- Roccia Rubano
- Valsugana
- Villorba

### Girone D
- Abruzzo Rugby
- Accademia Roma
- Colleferro
- CUS Catania
- CUS Roma
- Fiamme Oro
- Milazzo
- Paganica
- San Gregorio
- Sannio
- Sele
- Torre del Greco

## Stagione regolare

### Girone A
| 1-10-2006 | 1ª/12ª giornata              | 21-1-2007 |
| --------- | ---------------------------- | --------- |
| 7-12      | Valpolicella - Grande Milano | 7-24      |
| 26-15     | Varese - Lumezzane           | 15-23     |
| 47-16     | Bassa Bresciana - Parabiago  | 23-25     |
| 7-40      | Sondrio - Calvisano A        | 3-45      |
| 15-15     | Am. Milano - Asti            | 19-14     |
| 8-15      | Mantova - Milano             | 10-22     |

| 22-10-2006 | 4ª/15ª giornata          | 25-2-2007 |
| ---------- | ------------------------ | --------- |
| 45-10      | Grande Milano - Varese   | 13-17     |
| 0-22       | Lumezzane - Asti         | 8-30      |
| 14-53      | Parabiago - Am. Milano   | 14-51     |
| 29-8       | Calvisano A - Mantova    | 17-22     |
| 23-12      | Milano - Bassa Bresciana | 10-26     |
| 13-29      | Valpolicella - Sondrio   | 22-22     |

| 26-11-2006 | 7ª/18ª giornata              | 1-4-2007 |
| ---------- | ---------------------------- | -------- |
| 27-22      | Asti - Grande Milano         | 34-7     |
| 17-12      | Varese - Sondrio             | 16-12    |
| 5-14       | Mantova - Valpolicella       | 19-10    |
| 17-20      | Calvisano A - Milano         | 5-23     |
| 24-18      | Am. Milano - Bassa Bresciana | 41-12    |
| 27-14      | Lumezzane - Parabiago        | 5-0      |

| 17-12-2006 | 10ª/21ª giornata            | 29-4-2007 |
| ---------- | --------------------------- | --------- |
| 18-13      | Grande Milano - Parabiago   | 44-5      |
| -          | Bassa Bresciana - Lumezzane | 8-12      |
| -          | Sondrio - Asti              | 12-16     |
| 30-19      | Varese - Mantova            | 13-24     |
| 18-13      | Am. Milano - Milano         | 41-15     |
| 10-52      | Valpolicella - Calvisano A  | 13-53     |

| 8-10-2006 | 2ª/13ª giornata                 | 28-1-2007 |
| --------- | ------------------------------- | --------- |
| 40-23     | Grande Milano - Bassa Bresciana | 31-18     |
| 19-41     | Lumezzane - Am. Milano          | 8-64      |
| 15-28     | Parabiago - Sondrio             | 15-31     |
| 54-15     | Calvisano A - Varese            | 39-15     |
| 17-0      | Asti - Mantova                  | 20-26     |
| 23-25     | Milano - Valpolicella           | 23-35     |

| 29-10-2006 | 5ª/16ª giornata            | 4-3-2007 |
| ---------- | -------------------------- | -------- |
| 25-18      | Asti - Calvisano A         | 15-11    |
| 32-30      | Varese - Valpolicella      | 19-31    |
| 13-9       | Mantova - Parabiago        | 64-24    |
| 37-22      | Sondrio - Bassa Bresciana  | 14-30    |
| 47-13      | Am. Milano - Grande Milano | 24-41    |
| 9-32       | Lumezzane - Milano         | 19-12    |

| 3-12-2006 | 8ª/19ª giornata           | 15-4-2007 |
| --------- | ------------------------- | --------- |
| 21-20     | Grande Milano - Lumezzane | 19-22     |
| 6-34      | Sondrio - Am. Milano      | 9-57      |
| 9-40      | Parabiago - Calvisano A   | 0-106     |
| 18-20     | Milano - Varese           | 10-0      |
| 28-17     | Bassa Bresciana - Mantova | 7-26      |
| 24-9      | Valpolicella - Asti       | 19-34     |

| 14-1-2007 | 11ª/22ª giornata              | 6-5-2007 |
| --------- | ----------------------------- | -------- |
| 23-7      | Asti - Varese                 | 12-30    |
| 0-39      | Milano - Grande Milano        | 17-21    |
| 33-10     | Calvisano A - Bassa Bresciana | 30-19    |
| 10-8      | Lumezzane - Sondrio           | 10-40    |
| 15-25     | Parabiago - Valpolicella      | 5-56     |
| 25-38     | Mantova - Am. Milano          | 6-21     |

| 15-10-2006 | 3ª/14ª giornata                | 18-2-2007 |
| ---------- | ------------------------------ | --------- |
| 30-3       | Asti - Milano                  | 39-14     |
| 34-13      | Varese - Parabiago             | 11-6      |
| 21-20      | Bassa Bresciana - Valpolicella | 22-15     |
| 23-18      | Sondrio - Grande Milano        | 19-19     |
| 33-10      | Am. Milano - Calvisano A       | 22-11     |
| 22-6       | Mantova - Lumezzane            | 25-28     |

| 5-11-2006 | 6ª/17ª giornata           | 25-3-2007 |
| --------- | ------------------------- | --------- |
| 22-11     | Grande Milano - Mantova   | 10-19     |
| 10-15     | Valpolicella - Am. Milano | 0-43      |
| 20-22     | Parabiago - Asti          | 0-44      |
| 24-21     | Calvisano A - Lumezzane   | 13-14     |
| 40-8      | Bassa Bresciana - Varese  | 20-18     |
| 29-5      | Milano - Sondrio          | 12-13     |

| 10-12-2006 | 9ª/20ª giornata             | 22-4-2007 |
| ---------- | --------------------------- | --------- |
| 29-13      | Calvisano A - Grande Milano | 29-12     |
| 29-23      | Asti - Bassa Bresciana      | 37-10     |
| 23-15      | Lumezzane - Valpolicella    | 0-50      |
| 11-18      | Parabiago - Milano          | 24-67     |
| 45-10      | Am. Milano - Varese         | 37-0      |
| 15-8       | Mantova - Sondrio           | 35-12     |

#### Classifica
|  |     | Squadra         | G  | V  | N | P  | PF  | PS  | P±   | B  | Pen | Pt |
|  | --- | --------------- | -- | -- | - | -- | --- | --- | ---- | -- | --- | -- |
|  | 1.  | Amatori Milano  | 22 | 20 | 1 | 1  | 783 | 283 | 500  | 18 | 4   | 96 |
|  | 2.  | Asti            | 22 | 17 | 1 | 4  | 514 | 288 | 226  | 15 | 0   | 85 |
|  | 3.  | Calvisano A     | 22 | 14 | 0 | 8  | 705 | 329 | 376  | 18 | 0   | 74 |
|  | 4.  | Grande Milano   | 22 | 12 | 1 | 9  | 504 | 421 | 83   | 7  | 0   | 57 |
|  | 5.  | Rugby Milano    | 22 | 10 | 0 | 12 | 419 | 427 | −8   | 11 | 0   | 51 |
|  | 6.  | Mantova         | 22 | 11 | 0 | 11 | 419 | 400 | 19   | 6  | 0   | 50 |
|  | 7.  | Bassa Bresciana | 22 | 9  | 0 | 13 | 439 | 506 | −67  | 13 | 0   | 49 |
|  | 8.  | Valpolicella    | 22 | 8  | 1 | 13 | 451 | 500 | −49  | 11 | 0   | 45 |
|  | 9.  | Varese          | 22 | 10 | 0 | 12 | 363 | 541 | −178 | 5  | 0   | 45 |
|  | 10. | Lumezzane       | 22 | 10 | 0 | 12 | 299 | 501 | −202 | 3  | 0   | 43 |
|  | 11. | Sondrio         | 22 | 7  | 2 | 13 | 350 | 491 | −141 | 10 | 0   | 42 |
|  | 12. | Parabiago       | 22 | 1  | 0 | 21 | 267 | 827 | −560 | 6  | 0   | 10 |

### Girone B
| 1-10-2006 | 1ª/12ª giornata        | 21-1-2007 |
| --------- | ---------------------- | --------- |
| 10-13     | Villadose - CUS Genova | 7-51      |
| 17-23     | Arezzo - Rieti         | 18-40     |
| 26-13     | Livorno - Noceto       | 6-19      |
| 19-15     | Viterbo - Romagna      | 14-41     |
| 12-25     | Lazio - CUS Perugia    | 9-19      |
| 16-17     | Tirreno - Pieve        | 6-29      |

| 22-10-2006 | 4ª/15ª giornata      | 25-2-2007 |
| ---------- | -------------------- | --------- |
| 30-21      | Rieti - Villadose    | 5-24      |
| 0-71       | Tirreno - Livorno    | 6-42      |
| 47-28      | CUS Perugia - Arezzo | 5-20      |
| 29-12      | Pieve - Viterbo      | 21-20     |
| 41-14      | Noceto - Lazio       | 27-13     |
| 10-10      | Romagna - CUS Genova | 19-19     |

| 26-11-2006 | 7ª/18ª giornata      | 1-4-2007 |
| ---------- | -------------------- | -------- |
| 19-31      | Villadose - Arezzo   | 3-7      |
| 63-7       | Noceto - CUS Perugia | 32-20    |
| 19-45      | Viterbo - Livorno    | 5-31     |
| 24-11      | Lazio - Tirreno      | 33-10    |
| 24-28      | CUS Genova - Pieve   | 5-28     |
| 20-10      | Romagna - Rieti      | 32-17    |

| 17-12-2006 | 10ª/21ª giornata        | 29-4-2007 |
| ---------- | ----------------------- | --------- |
| 17-16      | Villadose - CUS Perugia | 5-31      |
| 33-17      | Pieve - Rieti           |           |
| 12-22      | Tirreno - Noceto        |           |
| 15-13      | Arezzo - Romagna        |           |
| 31-18      | Livorno - CUS Genova    |           |
| 17-30      | Viterbo - Lazio         |           |

| 8-10-2006 | 2ª/13ª giornata       | 28-1-2007 |
| --------- | --------------------- | --------- |
| 32-21     | Romagna - Villadose   | 32-17     |
| 25-23     | CUS Genova - Lazio    | 17-15     |
| 42-12     | Noceto - Viterbo      | 10-10     |
| 20-30     | Rieti - Livorno       | 7-42      |
| 40-7      | Pieve - Arezzo        | 33-10     |
| 32-20     | CUS Perugia - Tirreno | 39-36     |

| 29-10-2006 | 5ª/16ª giornata       | 4-3-2007 |
| ---------- | --------------------- | -------- |
| 10-25      | Villadose - Pieve     | 5-24     |
| 33-24      | Viterbo - Tirreno     | 27-14    |
| 32-9       | Lazio - Rieti         | 9-6      |
| 14-36      | CUS Genova - Noceto   | 14-48    |
| 7-34       | Romagna - CUS Perugia | 39-27    |
| 66-0       | Livorno - Arezzo      | 25-26    |

| 3-12-2006 | 8ª/19ª giornata       | 15-4-2007 |
| --------- | --------------------- | --------- |
| 61-0      | Livorno - Villadose   | 47-5      |
| 18-17     | CUS Perugia - Viterbo | 8-38      |
| 29-8      | Arezzo - Lazio        | 22-40     |
| 20-26     | Tirreno - CUS Genova  | 0-46      |
| 8-22      | Rieti - Noceto        | 8-27      |
| 24-18     | Pieve - Romagna       | 29-31     |

| 14-1-2007 | 11ª/22ª giornata     | 6-5-2007 |
| --------- | -------------------- | -------- |
| 13-8      | Lazio - Villadose    | 24-26    |
| 10-32     | CUS Perugia - Pieve  |          |
| 13-25     | CUS Genova - Viterbo |          |
| 7-52      | Romagna - Livorno    |          |
| 40-3      | Noceto - Arezzo      |          |
| 26-15     | Rieti - Tirreno      |          |

| 15-10-2006 | 3ª/14ª giornata          | 18-2-2007 |
| ---------- | ------------------------ | --------- |
| 15-59      | Villadose - Noceto       | 5-47      |
| 34-22      | Lazio - Romagna          | 15-32     |
| 13-15      | Arezzo - Tirreno         | 27-10     |
| 36-20      | Livorno - Pieve          | 35-15     |
| 23-49      | CUS Genova - CUS Perugia | 18-22     |
| 7-25       | Viterbo - Rieti          | 17-18     |

| 5-11-2006 | 6ª/17ª giornata       | 25-3-2007 |
| --------- | --------------------- | --------- |
| 50-10     | Tirreno - Villadose   | 5-29      |
| 31-10     | Pieve - Lazio         | 24-18     |
| 26-30     | CUS Perugia - Livorno | 5-68      |
| 60-3      | Noceto - Romagna      | 24-10     |
| 20-18     | Rieti - CUS Genova    | 12-20     |
| 28-39     | Arezzo - Viterbo      | 15-10     |

| 10-12-2006 | 9ª/20ª giornata     | 22-4-2007 |
| ---------- | ------------------- | --------- |
| 25-15      | Villadose - Viterbo | 14-49     |
| 19-20      | Rieti - CUS Perugia |           |
| 38-6       | Noceto - Pieve      |           |
| 43-10      | Romagna - Tirreno   |           |
| 15-26      | Lazio - Livorno     |           |
| 26-25      | CUS Genova - Arezzo |           |

#### Classifica
|  |     | Squadra       | G  | V  | N | P  | PF  | PS  | P±   | B  | Pt |
|  | --- | ------------- | -- | -- | - | -- | --- | --- | ---- | -- | -- |
|  | 1.  | Livorno       | 19 | 17 | 0 | 2  | 770 | 226 | 544  | 19 | 87 |
|  | 2.  | Noceto        | 19 | 17 | 1 | 1  | 670 | 206 | 464  | 16 | 86 |
|  | 3.  | Pieve         | 19 | 15 | 0 | 4  | 488 | 328 | 160  | 6  | 66 |
|  | 4.  | Romagna       | 19 | 9  | 2 | 8  | 426 | 451 | −25  | 15 | 55 |
|  | 5.  | CUS Perugia   | 20 | 11 | 0 | 9  | 460 | 536 | −76  | 4  | 48 |
|  | 6.  | Vasari Arezzo | 19 | 8  | 0 | 11 | 341 | 502 | −161 | 9  | 41 |
|  | 7.  | CUS Genova    | 19 | 8  | 2 | 9  | 400 | 428 | −28  | 5  | 41 |
|  | 8.  | Viterbo       | 20 | 7  | 1 | 12 | 405 | 466 | −61  | 5  | 35 |
|  | 9.  | Lazio         | 20 | 8  | 0 | 12 | 391 | 427 | −36  | 2  | 34 |
|  | 10. | Rieti         | 19 | 7  | 0 | 12 | 320 | 424 | −104 | 5  | 33 |
|  | 11. | Villadose     | 22 | 5  | 0 | 17 | 296 | 667 | −371 | 1  | 21 |
|  | 12. | Tirreno       | 19 | 2  | 0 | 17 | 280 | 589 | −309 | 6  | 14 |

* Classifica aggiornata alla 19ª giornata.

### Girone C
| 1-10-2006 | 1ª/12ª giornata                | 21-1-2007 |
| --------- | ------------------------------ | --------- |
| 5-53      | Valsugana - Benetton Treviso A | 7-49      |
| 5-21      | Conegliano - Villorba          | 10-39     |
| 15-17     | Feltre - Bassano               | 19-22     |
| 22-16     | Petrarca A - Mirano            | 14-32     |
| 19-24     | Monselice - Rubano             | 3-26      |
| 19-31     | Paese - CUS Padova             | 18-37     |

| 22-10-2006 | 4ª/15ª giornata                 | 25-2-2007 |
| ---------- | ------------------------------- | --------- |
| 20-16      | Benetton Treviso A - Petrarca A | 26-17     |
| 33-20      | CUS Padova - Conegliano         | 47-6      |
| 8-7        | Mirano - Rubano                 | 22-23     |
| 30-15      | Villorba - Monselice            | 25-0      |
| 33-13      | Valsugana - Feltre              | 12-19     |
| 20-23      | Bassano - Paese                 | 8-17      |

| 26-11-2006 | 7ª/18ª giornata             | 1-4-2007 |
| ---------- | --------------------------- | -------- |
| 5-55       | Bassano - CUS Padova        | 17-45    |
| 31-0       | Petrarca A - Feltre         | 61-21    |
| 10-18      | Monselice - Conegliano      | 26-25    |
| 31-9       | Paese - Valsugana           | 24-19    |
| 6-29       | Rubano - Benetton Treviso A | 15-43    |
| 27-16      | Mirano - Villorba           | 12-15    |

| 17-12-2006 | 10ª/21ª giornata              | 29-4-2007 |
| ---------- | ----------------------------- | --------- |
| 45-0       | Benetton Treviso A - Villorba |           |
| 0-31       | Monselice - CUS Padova        |           |
| 36-3       | Valsugana - Bassano           |           |
| 17-23      | Petrarca A - Paese            |           |
| 15-34      | Feltre - Rubano               |           |
| 20-27      | Conegliano - Mirano           |           |

| 8-10-2006 | 2ª/13ª giornata                 | 28-1-2007 |
| --------- | ------------------------------- | --------- |
| 41-5      | Villorba - Feltre               | 16-0      |
| 76-6      | Benetton Treviso A - Conegliano | 36-17     |
| 13-46     | Bassano - Petrarca A            | 0-26      |
| 29-17     | Mirano - Monselice              | 24-7      |
| 17-13     | Rubano - Paese                  | 32-24     |
| 49-0      | CUS Padova - Valsugana          | 38-13     |

| 29-10-2006 | 5ª/16ª giornata                | 4-3-2007 |
| ---------- | ------------------------------ | -------- |
| 26-14      | Feltre - Conegliano            | 10-15    |
| 22-15      | Petrarca A - Valsugana         | 13-17    |
| 12-68      | Monselice - Benetton Treviso A | 15-79    |
| 18-13      | Paese - Villorba               | 11-24    |
| 36-0       | Rubano - Bassano               | 21-29    |
| 7-36       | Mirano - CUS Padova            | 17-25    |

| 3-12-2006 | 8ª/19ª giornata             | 15-4-2007 |
| --------- | --------------------------- | --------- |
| 57-13     | Benetton Treviso A - Mirano | 36-7      |
| 7-3       | Feltre - Monselice          | 10-7      |
| 16-25     | Conegliano - Paese          | 6-14      |
| 16-18     | Valsugana - Rubano          | 16-17     |
| 47-12     | Villorba - Bassano          | 41-17     |
| 26-10     | CUS Padova - Petrarca A     | 13-20     |

| 14-1-2007 | 11ª/22ª giornata                | 6-5-2007 |
| --------- | ------------------------------- | -------- |
| 30-23     | Bassano - Conegliano            |          |
| 6-13      | Rubano - Petrarca A             |          |
| 6-23      | CUS Padova - Benetton Treviso A |          |
| 37-16     | Paese - Monselice               |          |
| 32-0      | Villorba - Valsugana            |          |
| 29-6      | Mirano - Feltre                 |          |

| 15-10-2006 | 3ª/14ª giornata             | 18-2-2007 |
| ---------- | --------------------------- | --------- |
| 7-9        | Conegliano - Valsugana      | 19-34     |
| 3-70       | Feltre - Benetton Treviso A | 14-26     |
| 19-20      | Petrarca A - Villorba       | 15-10     |
| 13-3       | Monselice - Bassano         | 7-25      |
| 20-8       | Paese - Mirano              | 7-26      |
| 37-23      | Rubano - CUS Padova         | 22-30     |

| 5-11-2006 | 6ª/17ª giornata            | 25-3-2007 |
| --------- | -------------------------- | --------- |
| 20-14     | CUS Padova - Feltre        | 29-7      |
| 8-22      | Conegliano - Petrarca A    | 16-22     |
| 36-11     | Benetton Treviso A - Paese | 30-8      |
| 25-15     | Villorba - Rubano          | 13-7      |
| 0-51      | Bassano - Mirano           | 5-45      |
| 37-15     | Valsugana - Monselice      | 18-7      |

| 10-12-2006 | 9ª/20ª giornata              | 22-4-2007 |
| ---------- | ---------------------------- | --------- |
| 25-15      | Villorba - CUS Padova        |           |
| 10-47      | Bassano - Benetton Treviso A |           |
| 27-5       | Mirano - Valsugana           |           |
| 76-22      | Rubano - Conegliano          |           |
| 27-14      | Paese - Feltre               |           |
| 7-13       | Monselice - Petrarca A       |           |

#### Classifica
|  |     | Squadra       | G  | V  | N | P  | PF  | PS  | P±   | B  | Pen | Pt |
|  | --- | ------------- | -- | -- | - | -- | --- | --- | ---- | -- | --- | -- |
|  | 1.  | Benetton A    | 19 | 19 | 0 | 0  | 849 | 188 | 661  | 16 | 0   | 92 |
|  | 2.  | CUS Padova    | 19 | 14 | 1 | 4  | 589 | 330 | 259  | 14 | 0   | 72 |
|  | 3.  | Villorba      | 19 | 15 | 0 | 4  | 453 | 248 | 205  | 9  | 0   | 69 |
|  | 4.  | Petrarca A    | 19 | 12 | 0 | 7  | 419 | 289 | 130  | 9  | 0   | 57 |
|  | 5.  | Mirano        | 19 | 11 | 0 | 8  | 427 | 338 | 89   | 12 | 0   | 56 |
|  | 6.  | Roccia Rubano | 19 | 11 | 0 | 8  | 439 | 363 | 76   | 9  | 0   | 53 |
|  | 7.  | Paese         | 19 | 11 | 0 | 8  | 370 | 379 | −9   | 8  | 0   | 52 |
|  | 8.  | Valsugana     | 19 | 7  | 0 | 12 | 301 | 456 | −155 | 9  | 0   | 37 |
|  | 9.  | Bassano       | 19 | 5  | 0 | 14 | 236 | 613 | −377 | 4  | 0   | 24 |
|  | 10. | Feltre        | 19 | 4  | 0 | 15 | 211 | 515 | −304 | 4  | 0   | 20 |
|  | 11. | Monselice     | 19 | 2  | 0 | 17 | 199 | 529 | −330 | 4  | 0   | 12 |
|  | 12. | Conegliano    | 19 | 2  | 0 | 17 | 273 | 583 | −310 | 6  | 4   | 10 |

* Classifica aggiornata alla 19ª giornata.

### Girone D
| 1-10-2006 | 1ª/12ª giornata              | 21-1-2007 |
| --------- | ---------------------------- | --------- |
| 34-14     | Sannio - Sele                | 15-23     |
| 0-54      | Torre del Greco - Milazzo    | 8-48      |
| 19-34     | Abruzzo - Fiamme Oro         | 12-36     |
| 41-14     | San Gregorio - Paganica      | 34-5      |
| 7-31      | CUS Catania - Accademia Roma | 3-64      |
| 10-10     | CUS Roma - Colleferro        | 3-46      |

| 22-10-2006 | 4ª/15ª giornata                  | 25-2-2007 |
| ---------- | -------------------------------- | --------- |
| 13-7       | Milazzo - Fiamme Oro             | 9-12      |
| 0-6        | Sele - San Gregorio              | 8-42      |
| 27-5       | Colleferro - Abruzzo             | 41-5      |
| 98-0       | Accademia Roma - Torre del Greco | 23-12     |
| 15-34      | CUS Catania - Sannio             | 19-26     |
| 8-26       | Paganica - CUS Roma              | 0-43      |

| 26-11-2006 | 7ª/18ª giornata             | 1-4-2007 |
| ---------- | --------------------------- | -------- |
| 6-6        | Fiamme Oro - Accademia Roma | 3-31     |
| 12-5       | Sele - Paganica             | 16-13    |
| 16-14      | Milazzo - Colleferro        | 6-9      |
| 38-23      | San Gregorio - CUS Catania  | 36-10    |
| 10-16      | Abruzzo - CUS Roma          | 8-42     |
| 24-52      | Torre del Greco - Sannio    | 13-16    |

| 17-12-2006 | 10ª/21ª giornata               | 29-4-2007 |
| ---------- | ------------------------------ | --------- |
| 19-17      | Sannio - Fiamme Oro            |           |
| 0-76       | Torre del Greco - San Gregorio |           |
| 19-14      | CUS Catania - Sele             |           |
| 34-15      | Accademia Roma - Colleferro    |           |
| 27-17      | CUS Roma - Milazzo             |           |
| 20-13      | Abruzzo - Paganica             |           |

| 8-10-2006 | 2ª/13ª giornata           | 28-1-2007 |
| --------- | ------------------------- | --------- |
| 22-17     | Fiamme Oro - San Gregorio | 5-28      |
| 31-0      | Milazzo - Abruzzo         | 17-15     |
| 31-8      | Sele - Torre del Greco    | 0-18      |
| 21-10     | Colleferro - Sannio       | 19-6      |
| 26-18     | Accademia Roma - CUS Roma | 18-11     |
| 39-20     | Paganica - CUS Catania    | 10-21     |

| 29-10-2006 | 5ª/16ª giornata               | 4-3-2007 |
| ---------- | ----------------------------- | -------- |
| 36-10      | Sannio - CUS Roma             | 0-112    |
| 45-0       | Milazzo - Paganica            | 52-6     |
| 9-20       | Abruzzo - Accademia Roma      | 5-73     |
| 26-9       | San Gregorio - Colleferro     | 13-26    |
| 17-30      | Torre del Greco - CUS Catania | 20-23    |
| 15-0       | Fiamme Oro - Sele             | 38-31    |

| 3-12-2006 | 8ª/19ª giornata            | 15-4-2007 |
| --------- | -------------------------- | --------- |
| 34-27     | Sannio - Abruzzo           | 20-20     |
| 19-11     | Accademia Roma - Milazzo   | 6-13      |
| 10-22     | CUS Catania - Fiamme Oro   | 17-60     |
| 21-13     | Paganica - Torre del Greco | 41-3      |
| 49-5      | Colleferro - Sele          | 54-15     |
| 12-17     | CUS Roma - San Gregorio    | 13-17     |

| 14-1-2007 | 11ª/22ª giornata             | 6-5-2007 |
| --------- | ---------------------------- | -------- |
| 32-5      | San Gregorio - Abruzzo       |          |
| 31-8      | Fiamme Oro - Torre del Greco |          |
| 37-0      | Milazzo - Sannio             |          |
| 20-32     | Sele - CUS Roma              |          |
| 40-13     | Colleferro - CUS Catania     |          |
| 8-48      | Paganica - Accademia Roma    |          |

| 15-10-2006 | 3ª/14ª giornata              | 18-2-2007 |
| ---------- | ---------------------------- | --------- |
| 56-0       | CUS Roma - CUS Catania       | 49-12     |
| 11-22      | Sannio - Accademia Roma      | 5-54      |
| 3-36       | Torre del Greco - Colleferro | 10-38     |
| 16-8       | Abruzzo - Sele               | 13-23     |
| 8-14       | San Gregorio - Milazzo       | 15-20     |
| 47-12      | Fiamme Oro - Paganica        | 35-5      |

| 5-11-2006 | 6ª/17ª giornata               | 25-3-2007 |
| --------- | ----------------------------- | --------- |
| 28-18     | Accademia Roma - San Gregorio | 17-24     |
| 17-15     | CUS Catania - Abruzzo         | 5-35      |
| 32-32     | Paganica - Sannio             | 17-40     |
| 26-12     | Colleferro - Fiamme Oro       | 18-15     |
| 20-43     | Sele - Milazzo                | 12-56     |
| 41-17     | CUS Roma - Torre del Greco    | 34-3      |

| 10-12-2006 | 9ª/20ª giornata           | 22-4-2007 |
| ---------- | ------------------------- | --------- |
| 39-13      | Abruzzo - Torre del Greco |           |
| 48-18      | San Gregorio - Sannio     |           |
| 28-11      | Fiamme Oro - CUS Roma     |           |
| 42-24      | Milazzo - CUS Catania     |           |
| 8-15       | Sele - Accademia Roma     |           |
| 39-5       | Colleferro - Paganica     |           |

#### Classifica
|  |     | Squadra         | G  | V  | N | P  | PF  | PS   | P±     | B  | Pt |
|  | --- | --------------- | -- | -- | - | -- | --- | ---- | ------ | -- | -- |
|  | 1.  | Accademia Roma  | 19 | 16 | 1 | 2  | 633 | 187  | 446    | 13 | 79 |
|  | 2.  | Colleferro      | 19 | 15 | 1 | 3  | 537 | 212  | 325    | 12 | 74 |
|  | 3.  | Milazzo         | 19 | 15 | 0 | 4  | 544 | 202  | 342    | 11 | 71 |
|  | 4.  | San Gregorio    | 19 | 14 | 0 | 5  | 536 | 249  | 287    | 12 | 68 |
|  | 5.  | Fiamme Oro      | 19 | 12 | 1 | 6  | 445 | 292  | 153    | 11 | 61 |
|  | 6.  | CUS Roma        | 19 | 11 | 1 | 7  | 566 | 293  | 273    | 13 | 59 |
|  | 7.  | Sannio          | 19 | 9  | 2 | 8  | 408 | 544  | −136   | 8  | 48 |
|  | 8.  | Sele            | 19 | 5  | 0 | 14 | 260 | 491  | −231   | 7  | 27 |
|  | 9.  | Abruzzo Rugby   | 19 | 4  | 1 | 14 | 278 | 502  | −224   | 6  | 24 |
|  | 10. | CUS Catania     | 19 | 5  | 0 | 14 | 288 | 648  | −360   | 2  | 22 |
|  | 11. | Paganica        | 19 | 3  | 1 | 15 | 254 | 587  | −333   | 6  | 20 |
|  | 12. | Torre del Greco | 19 | 1  | 0 | 18 | 195 | 1327 | −1 132 | 3  | 7  |

* Classifica aggiornata alla 19ª giornata.

## Play-off promozione

### Andata
| 20 maggio 2007 | Asti | 12 – 24 | Livorno |  |

| 20 maggio 2007 | Noceto | 13 – 25 | Amatori Milano |  |

| 20 maggio 2007 | CUS Padova | 36 – 12 | Accademia Roma |  |

| 20 maggio 2007 | Colleferro | 8 – 13 | Benetton A |  |

### Ritorno
| 27 maggio 2007 | Livorno | 18 – 3 | Asti |  |

| 27 maggio 2007 | Amatori Milano | 22 – 31 | Noceto |  |

| 27 maggio 2007 | Accademia Roma | 20 – 5 | CUS Padova |  |

| 27 maggio 2007 | Benetton A | 20 – 0 | Colleferro |  |

## Verdetti
- Benetton A, CUS Padova, Livorno e Noceto promosse in serie A2.
- Conegliano, Monselice, Paganica, Parabiago, Tirreno, Sondrio, Torre del Greco e Villadose retrocesse in serie C.